# 자산회전율
금융 분야에서 총자산회전율(asset turnover, ATO, 자산회전율, 자산회전)은 기업이 매출액이나 매출 수익을 창출하는 데 있어 자산 사용의 효율성을 측정하는 재무비율이다. 총자산회전율은 기업이 자산을 얼마나 효율적으로 사용하는지 측정하는 재무비율 그룹인 수익성 비율로 간주된다. 총자산회전율은 수익 창출을 위한 기업의 비유동자산 사용을 측정하는 고정자산회전율과 수익 창출을 위한 기업의 운용 자금(유동 자산에서 부채를 뺀 값) 사용을 측정하는 운용 자금 회전율로 세분화할 수 있다. 총자산회전율은 듀폰 분석의 일부로 자기자본이익률(ROE)을 계산하는 데 사용될 수 있다. 재무 및 활동 비율이자 듀폰 분석의 일부로서 총자산회전율은 기업 기본적 분석의 한 부분이다.
이익 마진이 낮은 기업은 총자산회전율이 높은 경향이 있고, 이익 마진이 높은 기업은 총자산회전율이 낮은 경향이 있다. 소매 산업의 기업들은 주로 치열하고 경쟁적인 가격 책정으로 인해 회전율이 매우 높은 경향이 있다.
{\displaystyle {\text{ATO}}={\frac {\text{순매출액}}{\text{평균 총자산}}}}
- "매출"은 기업의 포괄손익계산서에 있는 "순매출" 또는 "매출"의 값이다.
- "평균 총자산"은 회계 기간의 시작과 끝에 있는 기업의 재무상태표에 있는 "총자산" 값의 평균이다. 이는 기간 시작 시점의 자산과 기간 종료 시점의 자산을 더한 다음 그 숫자를 2로 나누어 계산한다. 이 방법은 연중 상당한 변동을 겪는 기업에는 신뢰할 수 없는 결과를 초래할 수 있다. 이러한 기업의 경우 평균 총자산에 대한 다른 공식을 사용하는 것이 좋다.
  - 또는 "평균 총자산"은 기말 총자산일 수 있다.